# الهتروفونية
الهتروفونية (بالإنجليزية: Heterophony) هي نسيج موسيقي يؤدي فيه عدة مؤدين – مغنون أو عازفون – نسخا مختلفة من نفس اللحن الأساسي في الوقت نفسه. قد تظهر الفروقات بين النسخ في معايير مثل الإيقاع، درجة الصوت، الزخارف اللحنية، والارتجال الحر. ورغم هذه التباينات، فإن جميع المؤدين يعتمدون على نفس اللحن المركزي المشترك، والذي يُشكل الأساس لعزفهم. يقع هذا النسيج بين المونوفونية (أداء صوت واحد ومتطابق) والبوليفونية (أداء خطوط لحنية مستقلة ومنفصلة)، ويتميز بأن جميع الأصوات مبنية على نفس اللحن، لكن كل مؤد يعزفه بأسلوب مختلف. وعلى عكس الهوموفونية، التي تتحرك فيها الأصوات معا بشكل منسق وتنتج مرافقة هارمونية موحدة، فإن الهتروفونية تتميز بتنوع في أداء نفس اللحن، مما ينتج نسيجا غنيا ومعقدا. تُعد هذه الظاهرة شائعة بشكل خاص في التقاليد الموسيقية التي يعتبر فيها الارتجال والتعبير الشخصي جزءا لا يتجزأ من الأداء، حيث تسمح لكل مؤد بالحفاظ على استقلاليته مع الاندماج ضمن إطار جماعي مشترك. تشمل الأنماط الشائعة للاختلافات: تغييرات إيقاعية مثل إطالة أو تقصير الأصوات، زخارف لحنية مثل التريل أو الزخارف الالتفافية، تغيير الطبقة الصوتية (رفع أو خفض الأوكتاف)، ارتجال مراقب – حيث يضيف المؤدون نغمات وتعبيرات شخصية ضمن الإطار الموسيقي، وتغيير في توزيع الزمن، بما في ذلك الفروقات في أماكن التأكيد، التوقفات أو البدايات  

## أنواع الهتروفونية
الهتروفونية متعددة الأبعاد (multi-part): حيث يقوم العازفون بأداء خطوط موسيقية مختلفة، ولكن دون وجود تنسيق هارموني منهجي بين هذه الخطوط. هذا النمط يظهر مثلا في الموسيقى الالية لشرق آسيا. الهتروفونية أحادية البعد (one-part): حيث يؤدي جميع المشاركين نفس اللحن الأساسي، لكن كل واحد منهم يقدمه بتنوعات (وُرِيَات) مختلفة. في هذا النوع، لا يوجد تقسيم واضح للأدوار الموسيقية بين المؤدين . مثال على ذلك هو الغناء الشعبي الروسي أو الشرق-أوروبي، حيث يبلغ المؤدون أنهم “يغنون بصوت واحد”، لكن في الواقع يمكن سماع فروقات طفيفة بين الأصوات – وهي نتيجة لأداء شفهي غير منسّق تمامًا. هذا المثال يُجسّد جوهر الهتروفونية بوصفها تنوعًا فرديًا داخل وحدة جماعية؛ فهو يُبرز أن الاختلافات بين المؤدين لا تهدف إلى خلق كونترپوان أو هارمونية مخططة، بل تعكس الطابع المجتمعي، الشفهي وغير الرسمي للتقليد الموسيقي. وبهذا توضح كيف يمكن أن ينشأ نسيج موسيقي غني وأصيل تحديدًا من أداء يبدو بسيطًا للحن واحد مشترك. تظهر الهتروفونية أحيانًا كأسلوب أداء مستقل، وأحيانًا كعنصر داخل ممارسات موسيقية متعددة الأصوات. وفي بعض الحالات، حتى المؤدين أنفسهم يرون أنهم “يؤدّون بصوت واحد”، رغم أن الواقع يكشف عن فروقات واضحة بين النسخ المختلفة .

## الهتروفونية في الموسيقى العالمية
الهتروفونية شائعة في العديد من التقاليد الموسيقية الشعبية حول العالم. خاصة في الموسيقى العربية التقليدية، تُعد الهتروفونية النسيج الموسيقي المركزي والعنصر الأبرز فيها، وتظهر في الموسيقى الصوتية والآلية على حد سواء . في الأنماط الصوتية مثل الموسيقى الصوفية أو القوالي  ، يمكن سماع عدة مغنين يؤدون نفس اللحن مع اختلافات صغيرة مثل الزخرفة، التعبير العاطفي أو الاستخدام الحر للإيقاع – مما يخلق نسيجا غنيا، حيويا وفريد من نوعه يساهم فيه كل صوت في تكوين كل موسيقي معقد. العلاقة بين الموسيقى الشعبية والهتروفونية هي علاقة جوهرية وعميقة. فالهتروفونية تنبع غالبا من الطابع الحي والعفوي للأداء الشعبي، حيث يؤدي المغنون أو العازفون نفس اللحن معا، لكن كل منهم بطريقته الخاصة – من خلال تغييرات بسيطة، زخارف شخصية أو تغيرات في الإيقاع. في الموسيقى الشعبية التي تنتقل عبر الأجيال شفهيا وليس من خلال تدوين دقيق، يتكون نسيج طبيعي من الهتروفونية. وهكذا، فإن البساطة والتكرار في اللحن الشعبي يشكلان تربة خصبة لتعدد الأصوات الحر والتعاوني، وهو ما يميز الهتروفونية الكلاسيكية. في الأطر التقليدية للعزف الآلي، مثل أداء المقام، تقوم عدة آلات (مثل العود، الكمان، القانون، والناي) بعزف نفس اللحن معا، لكن كل آلة تُضفي عليه طابعها الفريد. ومن خلال الزخارف، الانتقالات، والارتجالات المختلفة، ينشأ نسيج هتروفوني يجسد البراعة الفردية لكل عازف والديناميكية الجماعية للفرقة.  ترتبط الهتروفونية ارتباطًا وثيقًا بتقليد الارتجال في الموسيقى العربية. التقاسيم هي شكل من أشكال الارتجال المبني على سلم المقام، وتؤدى غالبا كعزف منفرد (مثلا على آلة العود أو القانون). يقوم العازفون بأداء ارتجالات ونسخ حرة لألحان معروفة، مع الحفاظ على المبادئ اللحنية والجمالية للمقام – مثل السلم، ترتيب النغمات، مواضع التأكيد، مناطق التطوير (الجنسات)، وطبيعة الحركة اللحنية الخاصة بكل مقام. ضمن إطار الهتروفونية، يميز كل عازف أو مغن نفسه عن الجماعة من خلال تعديل طفيف وفريد للحن المركزي – تماما كما في الارتجال، فالهتروفونية في الموسيقى العربية ليست مجرد تقنية موسيقية، بل تُجسد قيما ثقافية مثل المشاركة، الإصغاء المتبادل، والتعبير الشخصي ضمن إطار جماعي مشترك. وهي تُعبر عن التوازن الخلّاق بين الوحدة والحرية، بين التقليد والإبداع الحي. ولهذا السبب، تظل الهتروفونية عنصرا أساسيا في الموسيقى العربية الكلاسيكية والشعبية حتى في القرن الحادي والعشرين. 

## الاستخدامات المعاصرة
إلى جانب أصولها التقليدية، تُستخدم الهتروفونية أيضًا كمبدأ في التأليف الموسيقي المعاصر، لا سيما في التكوينات الموسيقية العابرة للثقافات. يشير المؤلف والباحث جون سيلبايامانانت (Jon Silpayamanant) إلى مزايا الهتروفونية كأسلوب مرن، يُتيح التعاون بين عازفين من خلفيات موسيقية مختلفة، دون فرض نمط غربي موحَّد. يحتفظ كل عازف بأسلوبه الخاص، بينما يعزف خطًا لحنيًا مشتركًا، مما يفسح المجال للتعبير الفردي داخل السياق الجماعي.                تُستخدم الهتروفونية كنموذج لـ التنوع داخل الوحدة – إذ يوجد لحن أساسي مشترك، لكن كل مؤدٍّ يمنحه تفسيرًا شخصيًا وبذلك، فهي تعمل كأداة للتعبير الفردي داخل إطار جماعي مشترك.